# Phoca (geslacht)
Phoca is een geslacht van zoogdieren uit de familie van de zeehonden (Phocidae). De wetenschappelijke naam van het geslacht werd in 1758 gepubliceerd door Carl Linnaeus in de tiende editie van Systema naturae.

## Soorten
- Phoca largha Pallas, 1811 – Larghazeehond
- Phoca vitulina Linnaeus, 1758 – Gewone zeehond